# Zygmunt Karol Pełka
Zygmunt Karol Pełka z Grabowicy herbu Radwan – cześnik parnawski w latach 1735–1744, stolnik parnawski w latach 1724–1733, pułkownik pospolitego ruszenia w 1733 roku.
Jako deputat podpisał pacta conventa Stanisława Leszczyńskiego w 1733 roku.